# Musica del Perù

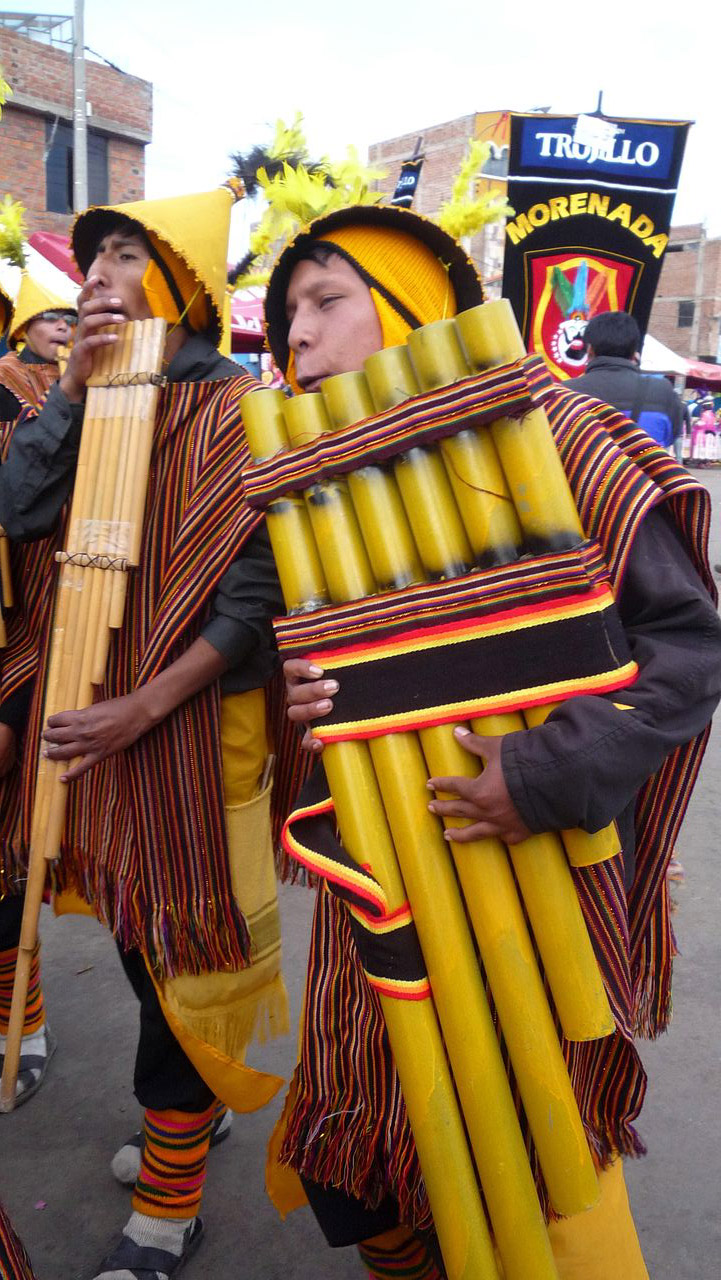
Festa della Candelaria (Puno) 2014

Lo sviluppo della musica peruviana va di pari passo con la storia della cultura in Perù, tanto sulla costa, quanto nell'area andina e nella giungla di questo paese.

## Storia

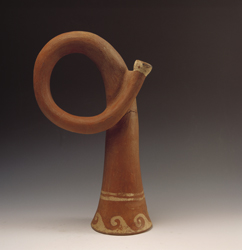
Tromba in terracotta appartenente alla cultura Moche

Prima del vicereame del Perù, buona parte del territorio peruviano costituiva il Tahuantinsuyo degli Inca, che riuniva molte delle più antiche culture come: Chavin, Paracas, Moche, Chimú, Nazca e venti altri minori. Gli antichi abitanti della cultura nazca erano i più importanti musicisti pre-colombiani del continente, utilizzando diverse scale diatoniche e cromatiche nei loro antara di ceramica, a differenza delle 5 note delle melodie Inca.
Dopo il Vicereame, centinaia di anni di mescolanze culturali hanno creato un ampio panorama musicale in tutto il Perù. Gli strumenti tipici usati sono, per esempio, la quena e l'antara o zampoña, il cajón afro-peruviano e la chitarra tradizionale, che in Perù ha anche una variante più piccola, nota come charango e mandolino. Ci sono migliaia di danze di origine preispanica e meticcia. La catena montuosa, a nord ea sud delle Ande, è famosa per preservare i ritmi tradizionali del huayno e del passacaglia. Questi rappresentano le diverse culture nelle montagne di questo paese e quelle attualmente in vigore.

### Musica, danza e canto durante il periodo Inca
Per gli Inca, la musica, la danza e il canto erano definiti dal termine taki. La musica inca era pentatonica, combinando le note re, fa, sol, la e do per creare composizioni che potevano essere religiose, guerriere o profane.
La danza, la musica e il canto erano presenti in tutte le attività in comune o rituali, come risulta dalle seguenti danze:
- uaricsa arahui: ballo inca.
- llamaya: danza pastorale.
- harahuayo: danza agricola.
- cashua: ballo di corteggiamento in coppia.
- aranyani: danza del mascherato.
- haylli arahui: danza per celebrare le vittorie in guerra.
- puruc aya: danza funebre.

Inoltre, gli Incas utilizzavano una grande varietà di strumenti musicali, alcuni dei quali erano documentati come:
- le pomatinyas: tamburi fatti con pelle di puma.
- le guayllaquepas: trombe fatte con lo strombus[3]
- il pincullo: strumento a fiato simile a un flauto.
- le antaras: flauti di pan realizzati con materiali diversi.
- lo huancar o wankara: grande tamburo usato dai maschi.
- la tinya: piccolo tamburo usato dalle donne.

Nel caso dei tamburi, di solito erano fatti di pelle di camelidi, ma ce n'erano alcuni fatti con pelle umana da leader ribelli o nemici sconfitti. Inoltre sono state documentate trombe di metallo fatte d'oro, argento e rame, nonché strumenti realizzati con scheletri di cervi andini o cani.
Nella canzone spiccavano le chaiñas (ragazze), che erano donne dedite al canto nei templi e che erano caratterizzate da una voce straordinariamente acuta.

### La musica durante il vicereame del Perù
Con la conquista e la successiva era coloniale, il territorio peruviano riceve l'influenza della musica europea e successivamente afro-peruviana.
È documentato che Gonzalo Pizarro ordinò di comporre canti che migliorassero la sua immagine. In seguito il viceré Conde de Lemos portò dalla Spagna il compositore Tomás de Torrejón y Velasco che, quando si trovava nella città di Los Reyes, presentò la messa in musica di La púrpura de la rosa, questo lavoro orchestrato avrebbe poi attraversato Cuzco, Charcas e Guatemala.
Già nel periodo borbonico i ritmi italiani divennero di moda. A quell'epoca arriva fino a Los Reyes Roque Ceruti, del quale attualmente si conservavano gli spartiti, con la preminiscenza del violino. Successivamente il sacerdote huachano José de Orejón y Aparicio, discepolo di Tomás de Torrejón, compose La pasión secondo San Juan e diverse cantate, particolarmente Ah, del gozo (Ah, delizia).
Uno dei primi a fondere i ritmi europei con il folklore della popolazione di origine africana è il presbitero Juan Araujo nel villancico Los negritos, compreso qui lo stile particolare dello spagnolo parlato dalle comunità nere.
Spicca a Cuzco Ignacio Quispe e Fra Esteban Ponce de León. Il primo è conosciuto da una cantata di burla dal titolo Ah señores los del buen gusto (Ah gentiluomini di buon gusto)) e il secondo per l'opera-serenata Venid deidades.
Anche il pezzo musicale Hanakpachap, di Juan Pérez Bocanegra, con testi in quechua, spicca a Cuzco. Questo brano musicale mantiene la pentafonia andina. La sua partitura fu pubblicata a Lima nel 1631. Hanakpachap è la prima opera corale polifonica americana.
Per quanto riguarda la danza durante la colonia, si distinguono due periodi in base alle dinastie dominanti nella Metropoli; il primo di influenza della Casa d'Austria (secoli XVI e XVII) e il secondo di influenza borbonica (secoli XVIII e XIX). Nel primo entrano la musica fiamminga, italiana e tedesca, mentre nel secondo entrano i modelli francesi. Insieme all'ingresso di questi stili inizia un'evoluzione della musica creola ancora primitiva e i ritmi africani.
Alla fine del secolo XVI si ballavano a Lima:
- El totarque
- El puertorrico
- La chacona
- La valona
- La churumba
- La gallarda

Nel secolo XVII si documentano:
- La pavana
- La alemanda
- La cadeneta
- La zarabanda
- La courante

E durante il secolo XVIII, con la moda francese arrivano:
- El minuet
- La gavota
- El zapateo andaluz

La diversità musicale è stata documentata negli ultimi anni della colonia nei codici di Martínez de Compañón, negli acquerelli in cui si osservano le danze, come La degollación del Inga o Los diablos, oltre a vedere un gran numero di strumenti come flauti, clarinetti, chitarre, marimbas e quijadas. I ritmi che erano alla moda alla fine del XVIII secolo e all'inizio del XIX erano gli yaravíes, cascabelillos, cachuas y negritos.
Sia nella colonia sia durante l'inizio dell'era repubblicana, la popolazione non distingueva tra musica sacra e musica profana. Questa differenziazione inizia molto vagamente verso il 1813, essendo stati trovati documenti che fanno la differenza tra la musica colta e la musica volgare.
Durante il governo del viceré Abascal, l'opera italiana era molto popolare a Lima, questo viceré cercò anche di imporre gli stili di Andrés Bolognesi, Cimarosa, Paisiello e Rossini. Dopo l'indipendenza e dopo un breve periodo in cui la musica locale era di moda, Rossini tornò a monopolizzare i gusti della gente di Lima.
Verso la fine del diciottesimo secolo gli insegnanti di danza erano per lo più neri, ma nel 1790 furono banditi da questa attività accusando i professori neri di inventare e modificare i passi legittimi delle danze. A causa di questo divieto, le scuole di danza con insegnanti stranieri hanno iniziato a proliferare.

### L'epoca repubblicana
All'inizio del Perù repubblicano ci doveva essere molta musica locale, ma le partiture che sono state conservate, per la maggior parte, sono di musica spagnola. Le chiese hanno concentrato gran parte della musica, sia religiosa che profana. Le cattedrali più importanti avevano le loro orchestre, altre chiese assumevano musicisti per le loro feste e processioni, a Lima è documentata l'Orquesta de Indios del Cercado, con un grande richiamo sulla gente di Lima.
Dopo l'indipendenza i peruviani mostravano una grande predilezione per i ritmi musicali locali, preferendo i musicisti nazionali; durante il 1820 e il 1830 erano alla moda alcune canzoni del musicista mulatto José Bernardo Alcedo (autore dell'inno nazionale del Perù), come Los indios y el corregidor o Los negritos; allo stesso tempo le commedie musicali peruviane avevano la predilezione dei peruviani, in questo periodo ebbero successo i lavori musicali El magico peruano, La cora e La chicha. Questi gusti stavano cambiando e le preferenze per i ritmi musicali e le opere europee presero il posto dei ritmi nazionali nelle città peruviane.
Gli strumenti preferiti durante questo periodo erano le chitarre, gli organi, il clavelines, i salteri, i vihuelas, le arpe e i pianoforti; il Perù fabbricava questi strumenti e persino si documentano esportazioni a Guayaquil e in Guatemala, nel caso delle chitarre, a Santiago del Cile, nel caso dei salteri.
I gusti musicali nella musica europea si rivolgono a Rossini, che divenne il compositore preferito negli anni '40 del XIX secolo. Durante questo periodo il pubblico autodefinitosi "colto" mostrava disprezzo per la musica nazionale. Questo attaccamento alla musica europea non era dovuto all'assenza di musicisti locali (ce n'erano molti nelle classi popolari), ma piuttosto ad una questione di prestigio. Oltre a Rossini, le opere di Donizetti e Verdi misero in ombra la musica peruviana tra le élite e le classi medie.
Con l'era repubblicana nasce la musica creola influenzata dal minuetto francese, il valzer viennese, la mazurca polacca, la jota spagnola e le espressioni meticce della costa centrale. La produzione musicale all'inizio del XX secolo era molto intensa e i compositori erano per lo più persone dei quartieri caratterizzate da uno stile particolare per ciascun quartiere. Questo periodo è conosciuto come la Guardia Vieja (Vecchia Guardia) e le loro composizioni non avevano spartiti per cui non furono registrati e molti dei suoi autori si sono persi nell'anonimato.
Il periodo industriale della musica creola è accompagnato dalla massificazione del fonografo, che fu un processo lento; ma anche l'arrivo del fonografo portò con sé l'ingresso in Perù di ritmi stranieri come il Tango e il Fox-trot. Questi ritmi stranieri a un certo punto rimpiazzarono la musica creola con evidenza nei testi di alcuni valzer che dicevano:
quello stile moderno
non devi imparare
in riferimento al tango e al fox-trot, gli antichi compositori resistettero al cambiamento e diventarono tradizionalisti; questo fu mantenuto fino all'arrivo di nuovi artisti negli anni Venti tra i quali spiccavano tra gli altri, Felipe Pinglo, Pablo Casas, Alcides Carreño. Si dice che Pinglo divenne noto nei suoi esordi musicali come un esecutore di fox-trot, il che gli diede facilità in seguito di entrare nei gusti musicali con la musica creola. Questa nuova generazione degli anni '20 si adattò ai gusti musicali dell'epoca fondendo la musica creola con altri ritmi ma senza perdere l'essenza peruviana.
L'industria creola iniziò ad evolversi, le funzioni sono state separate nei conjuntos criollos (gruppi creoli), appaiono gli arrangiatori e i cantanti non sono più necessariamente quelli che compongono le canzoni. Inoltre bisogna aggiungere l'inizio delle trasmissioni radio in Perù nel 1935; con questo la musica creola smette di essere esclusiva delle classi popolari e nasce un sentimento creolo che comincia a farsi vedere a Lima come un sentimento nazionale.
Nel 1944 fu istituzionalizzato il Día de la Canción Criolla (Giorno della canzone creola). Anni dopo, il presidente Odría invitò Los troveros criollos al Palazzo del Governo. Secondo Llorens (1983) lo sfondo di questo era che le classi medie e superiori cercavano un punto per legittimare la loro peruvianità in contrasto con la migrazione dalla zona andina alla città: questi gruppi non accettavano l'andino come simbolo nazionale.

## Musica andina
In tutte le Ande peruviane, in ogni villaggio, c'è una grande varietà di canti e balli che, come registrano numerosi cronisti, vengono giudicati "infiniti" per la loro diversità. All'epoca degli Inca, la parola taki era usata per riferirsi simultaneamente sia al canto che alla danza, poiché entrambe le attività non erano separate l'una dall'altra. Con l'arrivo degli spagnoli avvengono diversi processi di mescolanza musicale, alcuni taki scompaiono ed altri si trasformano.
L'attuale musica andina è tutta meticcia, perché non c'è città che non sia stata toccata da questo processo. Anche la maggior parte degli strumenti utilizzati nell'area andina è meticcia. Ad Arequipa e nelle Ande del Sud è notevolmente diffuso lo yaraví, uno stile di canto melanconico, che è uno dei tipi più popolari di canto. Il brano più noto di origine andina peruviana è El Condor Pasa, un canto tradizionale composto dal compositore peruviano Daniel Alomía Robles, che la incluse nell'omonima zarzuela e che fu resa popolare negli Stati Uniti del duo Simon & Garfunkel. La composizione originale consiste in un inno al sole, lento, seguito da un kashwa e una fuga di huayno.
D'altra parte c'è la huaylas, un ritmo gioioso delle Ande centrali. Questo è un altro tipo molto popolare di canto e danza. In Áncash si coltivano i ritmi dello huayño, la chuscada, la passacaglia e la cashua, grazie al contributo di musicisti prolifici come Victor Cordero Gonzales adulto che, nonostante sia morto nel 1949, ispira ancora musicisti di Áncash del XXI secolo. Lo huayno è il genere più popolare di musica andina peruviana, anche se la sua origine non può essere fatta risalire al periodo inca, in modo che sembra essere una creazione decisamente mista. Viene coltivato con diverse varianti in tutto l'altopiano peruviano. Un genere simile è il tondero della costa settentrionale del Perù.

## Canzoni creole
La costa, più influenzata dalla cultura spagnola, combina ritmi tradizionali europei come il valzer e polka con i vari ritmi, in particolare di origine africana. Non per nulla nella Lima coloniale, la popolazione di schiavi neri rappresentava la metà della popolazione totale della città. L'attuale musica creola appare alla fine del XIX secolo come parte del processo di trasformazione sociale nella città di Lima, attraversando diverse fasi fino ad oggi. Lo stile limeno più noto è il vals peruviano, reso popolare da importanti compositori come Carlos A. Saco, Aarón Landa, Felipe Salaverry e Chabuca Granda, che sono considerati i principali compositori di musica popolare, con canzoni come Rosa Elvira, El plebeyo, El huerto de mi amada, El canillita, La flor de la canela, Fina estampa e José Antonio. Altre canzoni ben note di questo genere sono: Alma, A la Huacachina, Corazón y vida, Madre, Odiame, Mi propiedad privada e El rosario de mi madre. Oltre al "vals" o "valse", la musica creola comprende i generi della polka (questo di origine polacca era arrivato in Sud America nella seconda metà del XIX secolo con la Schotich, la mazurka e il paso doble spagnolo) e la marinera, quest'ultimo con origine dalla vecchia zamacueca. La marinera è la danza nazionale del Perù, nominata dallo scrittore Abelardo Gamarra in onore dei marinai che avevano combattuto contro l'esercito del Cile nella Guerra del Pacífico. Tra i peruviani della costa, è considerato tanto rappresentativo quanto il tango in Argentina. Ha tre varianti principali, la norteña, la limeña e la serrana.

## Rock
Il rock e le sue prime espressioni iniziarono in Perù negli anni '50, a causa dell'influenza di musicisti britannici e americani dell'epoca. Come in altri paesi sudamericani, col tempo sono arrivate le diverse correnti rock: alternativo, pop, hard rock, metal e punk.
La band dei Los Saicos è considerata da molti media nazionali e internazionali come un precursore della musica punk.
Le rock band in inglese degli anni '70 a Lima erano The Mad's, Pax, Laghonia, We All Together, Telegraph Avenue, Black Sugar, Tarkus, Traffic Sound, tra gli altri.
Negli anni '80 emersero band come Frágil (con il loro album di debutto Avenida Larco), Leusemia (sic, per Leucemia), Narcosis, Arena Hash, Río e Miki González.
Gli anni '90 furono dominati da Líbido (sic per Libido), Rafo Ráez, Mar de Copas, Dolores Delirio, Los Mojarras, Los Nosequién e los Nosecuántos, Electro Z e El Aire, tra gli altri.

## Rap peruviano
Nel rap peruviano spiccavano: 26is., Yerzy ,Snaider lv, Jeyceu ,George F , Droopy G, El Kasike, El Paria, Fucking Clan, Helios, Homiecidio Bando, La Raza, Las Damas, Luifer, Naysha, Pedro Mo, Radikal People, Rapper School, Rapuk, Sky Sapiens, Terco92, Umano, Wason MC, La Mente, Menores (de Edad), La Torita, tra gli altri.

## Musica classica
Il Perù ha avuto durante il periodo coloniale una grande attività musicale, con importanti centri nella Città dei Re (Lima), Cusco e Potosí. Dall'arrivo degli spagnoli c'è stato un sincretismo culturale, furono composte opere religiose in lingua quechua con armonie del Rinascimento italiano e spagnolo, un chiaro esempio sono le opere del religioso Juan Pérez Bocanegra (Hanac Pachap) e Luis Gerónimo de Oré. In Perù fu composta la prima opera nel continente americano, La púrpura de la rosa, in anteprima nel 1701, lavoro dello spagnolo Tomás de Torrejón y Velasco, basato su un testo di Calderón de la Barca. Altri compositori peruviani del periodo coloniale sono: Rocco Cerutti e Domenico Zipoli (nato in Italia), Juan de Araujo, nato in Spagna, che ha composto opere policorali a 11 voci e diretto un'orchestra di 50 musicisti a Potosí e il più importante compositore del Vicereame del Perù, José de Orejón e Aparicio (nato a Huacho).
Negli ultimi 20 anni del XVIII secolo, viene raccolta l'importante collezione di musica proveniente dal nord del Perù dal vescovo Martínez de Compañon (Enciclopedia Trujillo del Perù). L'opera ebbe un grande successo dal 1808 a Lima con la presenza del musicista genovese Andrea Bolognesi Campanella (padre di Francisco Bolognesi, l'eroe di Arica). Nel cast di Bolognesi si esibiva il soprano Rosa Merino, che nel 1821 cantò in anteprima l'inno nazionale del Perù.
Dopo l'indipendenza dalla Spagna (1821), José Bernardo Alcedo vince il concorso nazionale per creare la Marcia Nazionale e compone l'attuale inno nazionale (che fu successivamente rinnovato dal compositore italo-peruviano Claudio Rebagliati nel 1869). Il resto del diciannovesimo secolo presenta un gran numero di compositori di canzoni patriottiche. Entro la metà del secolo, un gran numero di musicisti stranieri, soprattutto italiani, come Carlo Enrico Pasta, Francesco Francia, Antonio Neumane Marno (autore della musica dell'Inno ecuadoriano), Benedetto Vincenti (autore della musica dell'inno boliviano) e Oreste Síndici (autore dell'Inno colombiano) e lo svedese Carlos J. Ecklund. Alcuni di loro rimangono nel paese, promuovendo un'attività musicale orientata alla musica romantica europea, creando diverse Società Filarmoniche.
Dalla fine del XIX secolo (dalla guerra con il Cile) e durante i primi decenni del XX secolo, la musica peruviana denota l'influenza della musica andina, in quella che fu chiamato indigenismo musicale alla pari con la letteratura, la pittura e la movimenti sociali e politici come l'anarchismo, l'aprismo e il socialismo. Inoltre, ci sono casi legati alla corrente dell'impressionismo musicale. Tra i compositori più importanti figurano: José María Valle-Riestra, Ricardo W. Stubbs, Ernesto López Mindreau, Carlos Valderrama Herrera, Renzo Bracesco Ratti, Alfonso de Silva Santisteban, Theodoro Valcárcel Caballero e Raoul de Verneuil. I risultati evidenziano inoltre gli arequipeñi: Luis Duncker Lavalle, Octavio Polar, Manuel Aguirre, David Molina, che diffusero le loro opere con l'Associazione Orchestrale di Arequipa, e Roberto Carpio Valdes e Carlos Sánchez Málaga, che ebbero importanti incarichi presso il Conservatorio Nazionale di Musica di Lima. Tra i cusqueños ci sono: Juan de Dios Aguirre Choquecunza, Roberto Ojeda Campana, Baltazar Zegarra Pezo e Francisco Gonzales Gamarra; questi autori resero noti i loro lavori attraverso l'Orchestra da Camera di Cusco e il Centro Qosqo de Arte Nativo.
Più tardi i compositori hanno adattato le innovazioni della musica atonale e dodecafonica alla composizione. Questi musicisti sono due insegnanti molto importanti, Rodolfo Holzmann (tedesco) e André Sas (francese), che collaborarono nella creazione della National Symphony Orchestra nel 1938, che a sua volta portò alla nuova generazione di compositori, tra i quali Enrique Iturriaga Romero, José Malsio, Enrique Pinilla Sánchez-Concha, Celso Garrido Lecca, vincitore nel 2001 del premio Luis Tomas de Victoria (SGAE) al compositore più importante di lingua spagnola, Edgar Valcárcel Arze, Francisco Pulgar Vidal, Manuel Rivera Vera, Olga Pozzi-Escot, Luis Iturrizaga, Armando Guevara Ochoa, che è la più alta espressione di indigenismo musicale, e l'avanguardista Cesar Bolaños Vildozo che ha anche condotto una ricerca sugli strumenti più antichi.
È necessario aggiungere una categoria di compositori che ha continuato a creare nell'ambito della tonalità e le cui opere coesistono con quelle avanguardiste, come nel caso di: Jaime Diaz Orihuela, Manuel Pérez Acha, Eduardo Julve Ciriaco, Alejandro Bisetti Vanderghem, Juan Fiege e Jacobo Chertman. Più tardi incontriamo i compositori delle generazioni '60 e '70, che erano stati gli studenti della generazione precedente, tra i quali si distinguono Pedro Seiji Asato, Walter Casas Napán, Rafael Junchaya Gómez, Aurelio Tello Malpartida, Alejandro Núñez Allauca, Douglas Tarnawiecki, Arturo Ruiz Del Pozo, José Carlos Campos Gálvez, Gonzalo Garrido Lecca, Nilo Velarde, César Peredo e José Sosaya Weckselman.
La «Generazione dell'80» formata da Fernando de Lucchi -attuale direttore del Conservatorio Nazionale di Musica, Carlos Ordóñez (Haladhāra Das) e Miguel Oblitas Bustamante, le cui opere sono passate tra prima linea tonale e la microtonale della cultura india. Miguel Oblitas Bustamante (discepolo in musicologia di Américo Valencia), ha creato un archivio sulle opere dei compositori peruviani e italiani-peruviani dal Vicereame del Perù ai giorni nostri. Anche José Quezada Macchiavello, sta facendo ricerche sull'archivio musicale di San Antonio Abad a Cusco.
Negli ultimi anni sono emersi nuovi giovani talenti, molti dei quali sono stati raggruppati nel Círculo de Composición del Perú (Circomper) (Circolo della Composizione del Perù). Altri hanno viaggiato e risiedono all'estero, come Daniel Cueto, Jimmy López, Rajmil Fischman, Federico Tarazona, vincitore nel 2013 del Premio de Composición Casa de las Américas, Pedro Malpica e Jorge Villavicencio Grossmann. A questo punto occorre anche evidenziare il lavoro nella composizione di musica con l'influenza indigena, che copre le tre regioni del Perù, che viene condotta da Carlos David Bernales Vilca, attualmente residente a New York.

### Cantanti
Allo stesso modo, nel campo dell'interpretazione musicale, dobbiamo menzionare grandi voci, come i soprani Lucrecia Sarria e Teresa Guedes e il contralto Josefina Brivio e anche la cantante Yma Sumac (1922-2008). I tenori di fama mondiale come Alejandro Granda (1930), diretto da Arturo Toscanini in Europa; sono poi degni di menzione Luis Alva e Ernesto Palacio. Negli ultimi anni è apparso il tenore Juan Diego Flórez, che ha sviluppato una carriera di grande successo ed è considerato a livello internazionale uno dei migliori cantanti lirici del mondo. Il clarinettista Marco Antonio Mazzini ha anche una straordinaria carriera internazionale (si è esibito in più di 50 festival internazionali) ed è direttore di Clariperú, un'importante rivista virtuale dedicata al clarinetto.

### Pianisti
Tra i pianisti più noti di eve menzionare Rosa M. Ayarza (folclorista) ed Ernesto López Mindreau nella prima metà del XX secolo.
Nella seconda metà si sono distinti:
Rosa América Silva Wagner de Bisetti, Teresa Quezada, Lola Odiaga, Edgar Valcárcel, Carmen Escobedo, Gustavo La Cruz, Juan José Chuquisengo, Hwaen Ch'uqi, Fernando De Lucchi Fernald, Juan Vizcarra, Vladimir Valdivia, Arbe de Lelis, Carlos Paredes Abad.

### Violinisti
Tra i violinisti:
Bronislaw Mitman, Franco Ferrari, Rafael Purizaga, Francisco Pereda, Juan Fiege, Armando Guevara Ochoa, Fabián Silva Franco, Alejandro Ferreyra (cubano), László Benedek, Hugo Arias Tenorio, Carlos Johnson Herrera, Sasha Ferreyra e Javier Rodríguez, tra gli altri.

### Altri strumentisti
Altri strumentisti comprendono il flautista Cesar Peredo, solista dell'Orchestra Filarmonica per 20 anni e solista di world music e jazz con dieci album pubblicati, tre nomination ai Grammy per diverse collaborazioni e due pre-nomination per le proprie produzioni, il fagottista Oscar Bohórquez, i cornisti Dante Yenque, solista dell'Orchestra Sinfonica di San Paolo, e José Mosquera, solista dell'Orchestra Sinfonica Nazionale.

### Direttori d'orchestra
Tra i direttori d'orchestra spiccano nella prima metà del XX secolo: Federico Gerdes, Vincenzo Stea, Enrico Fava Ninci, gli arechipeni Octavio Polar e David Molina, il cusqueño Roberto Ojeda Campana, l'austriaco Theo Buchwald, fondatore dell'Orchestra Sinfonica Nazionale, che ha diretto tra il 1938 e il 1966).
Posteriormente sono degni di nota come direttori dell'Orchestra Sinfonica Nazionale: Hans Guntter Mommer, Zoila Vega Salvatierra (Orchestra Sinfonica di Arequipa). Daniel Tiulin, Luis Herrera de La Fuente, Leopoldo la Rosa Urbani, Luis Antonio Meza Casas (anche direttore dell'Orchestra da camera di Lima), Carmen Moral, José Carlos Sántos Ormeño (anche direttore a Trujillo per due periodi e dell'Orchestra Sinfonica di Callao), Armando Sánchez Málaga, Guillermina Maggiolo Dibós, Matteo Pagliari, Pablo Sabat Mindreau (direttore titolare pro-tempore), Fernando Valcárcel, Jorge Huirse Reyes (Orchestra Sinfonica della PNP e dell'Orchestra Sinfonica di Breña), Armando Guevara Ochoa, Theo Tupayachi (Orquesta di Cusco), Francesco Russo, José Carlos Santos Ormeño y Teófilo Álvarez. Questi ultimi tre occuparono successivamente le posizioni di direttori titolari della Orchestra Sinfonica di Trujillo, attualmente il suo direttore è Francis Alarcón Melly.
Le nuove generazioni di conduttori sono rappresentate da David Del Pino Klinge, Miguel Harth-Bedoya Gonzalez (Camerata di Lima), Guillermina Maggiolo Dibós, Dante Valdez, Abraham Padilla Benavides, Wilfredo Tarazona Padilla (Orchestra sinfonica giovanile e infantile del Ministero della Pubblica Istruzione e fondatore della Rete delle Orchestre Sinfoniche Provinciali, Pablo Sabat Mindreau (Orchestra Sinfonica Giovanile Nazionale e Orchestra Sinfonica di Arequipa), Espartaco Lavalle Terry (Orchestra Sinfonica per Perù) e Miguel Oblitas Bustamante (Orchestra dell'Università Inca Garcilaso de la Vega e dell'Orquesta Música del Mundo).

## Osservazioni
Attualmente in Perù, grazie alla rivalutazione della sua cultura, le danze tipiche si sono diffuse ancora di più, compresa la fusione tra molti generi, come la musica di Jean Pierre Magnet o Dámaris. Nella popolazione giovanile predominano due ritmi stranieri che influenzano i giovani a causa della loro situazione economica:
I giovani delle classi popolari del paese sono caratterizzati principalmente dal reggaeton, musica caraibica considerata volgare dalla maggior parte della popolazione, da qui il suo rifiuto verso questo genere. Tuttavia predominano anche il rock underground e la salsa.
I giovani delle classi medie e superiori hanno una diversificazione dei loro gusti, dal momento che sono influenzati dal metal, dal rock, dal punk e ultimamente dal cosiddetto latino, musica generata nella combinazione di merengue con testi morbidi e romantici. Questo genere proviene principalmente dalla Colombia e dal Venezuela. (Vedi Víctor Muñoz, Dragon y Caballero, Lenny, Chino y Nacho, Pasabordo, ecc.) Inoltre, la musica elettronica popolare sta prendendo sempre più piede.
Le classi più istruite (non necessariamente più benestanti) partecipano agli eventi dell'Orchestra Sinfonica Nazionale, del Conservatorio Nazionale di Musica ed ai programmi che diffondono la musica dei nostri compositori di musica colta che il Perù ha dal Vicereame (Rinascimento, Barocco), il periodo di emancipazione (classici) e della repubblica (classici, romantici, nazionalisti chiamati anche indigenisti, impressionisti, modernisti, atonali, elettronici, elettroacustici, dodecafonici e misti).

## Generi musicali usati in Perù
- aguenieve
- alcatraz
- anata
- ayarachi
- bandurria cusqueña
- caporales
- carnaval cajamarquino
- chacallada
- chicha
- cumanana
- cumbia andina
- cumbia peruana
- cumbia sureña
- death metal
- diablada
- diablada (regione di Puno).
- festejo
- folclor peruano
- folk metal
- guaracha
- heavy metal
- huaylas
- huayno, huayno ancashino, huayno ayacuchano, huayno puneño
- ingá
- kullawada (regione di Puno).
- landó
- marinera norteña
- marinera puneña (regione di Puno).
- marinera (o zamacueca)
- mohoceñada o luriguayo
- morenada
- muliza
- musica elettronica
- pampeña arequipeña
- panalivio
- pandilla (regione di Puno).
- pinkillada
- polka
- qhaswa (regione di Puno).
- requinto (andino).
- resbalosa
- rock peruano
- rock underground
- sicu moreno
- sicuri
- son de los diablos
- tarkeada e tarkada
- tecnocumbia
- thrash metal
- tinkus (regione di Puno).
- tondero
- triste norteño
- tundique
- vals peruviano (vals criollo)
- yaraví, yaraví arequipeño
- zamacueca (o marinera)
- zampoñada